# Romsdalsfjorden
Romsdalsfjorden i Romsdal i Møre og Romsdal fylke er Norges niende længste fjord med sine 88 km. 
Fjorden strækker sig fra området ved øen Tautra ud for Tomrefjorden, syd for Otrøya forbi Julsundet og Tresfjorden. 
Indover mod Molde går fjordarmen Moldefjorden mellem Romsdalshalvøen og øerne syd for Molde. Moldefjorden går over til at hedde Fannefjorden mellem Skålahalvøen og Romsdalshalvøen øst for Årø. 
Hovedarmen går på sydsiden af Sekken ind til Åndalsnes, mens en længere sidearm, Langfjorden, går ind til Eidsvåg og Eresfjord.